# Critoniopsis persetosa
Critoniopsis persetosa là một loài thực vật có hoa trong họ Cúc. Loài này được X. Haro & H.Rob. mô tả khoa học đầu tiên năm 2008.